# Rörsjöstaden IF
Rörsjöstaden IF var en idrottsförening i Malmö som bedriver futsalverksamhet för ungdomar.
Föreningen som bildades 2002 var från början en vanlig fotbollsklubb. År 2009 flyttade klubben sin fotbollsdel och slog ihop sig med Kirseberg IF och bildade Malmö City Football Club. Klubben bedrev även basketverksamhet i början men har i dag (2015) endast futsal på schemat.

## Fotboll
Seniorlaget lämnade sin division 7-plats och spelade efter sammanslagningen med Kirseberg IF i division 3 säsongen 2009.